# Луна (мультфильм)
«Луна» (итал. La Luna) — короткометражный анимационный фильм студии Pixar, впервые представленный в июне 2011 года. Полноценная премьера фильма состоялась в июне 2012 года вместе с премьерой полнометражного фильма Pixar «Храбрая сердцем». Фильм «Луна» входит в новый сборник короткометражных мультфильмов от Pixar.
Мультфильм был номинирован на «Оскар» как лучший короткометражный анимационный фильм.

## Сюжет
Маленький мальчик Бамбино вместе со своими папой и дедушкой в полночь на деревянной лодке отправляется в необычное путешествие по океану: мальчик впервые узнаёт, каким необычным делом занимается его семья. Теперь Бамбино должен выбрать путь в жизни: отца, деда или найти свой собственный.
На сюжет оказали влияния не только личные переживания режиссёра, но и творчество Антуана де Сент-Экзюпери и Итало Кальвино.

## Роли озвучивали
- Бамбино — Криста Шефлер (Krista Sheffler)
- Отец — Тони Фучил (Tony Fucile)
- Дедушка — Фил Шеридан (Phil Sheridan)